# Constantin Bălescu

Viceamiralul Constantin Bălescu.

Constantin Bălescu (n. 12 ianuarie 1864, Turnu Severin – d. 1929) a fost un amiral român, care a deținut funcția de comandant al Marinei Militare Române (1918-1920).

## Biografie
Constantin Bălescu s-a născut la data de 12 ianuarie 1864 în orașul Turnu Severin. A studiat în perioada 15 septembrie 1881 – 1 septembrie 1883 la Școala Navală franceză din Brest. În calitate de aspirant în marina franceză, a efectuat, între anii 1882-1883, o călătorie în jurul lumii, la bordul navei-școală franceze "Reine Blanche".
A revenit în România în august 1883 și a fost avansat la gradul de sublocotenent. A fost încadrat în Corpul Flotilei Române, unde a activat la Inspectoratul Porturilor, și apoi a fost îmbarcat pe nava-școală „Mircea” și șalupele „Smârdan” și „Rahova. Între anii 1883–1889, a fost membru în comisiile de supraveghere a construcțiilor crucișătorului la Newcastle (Anglia) și a torpiloarelor la Le Hâvre (Franța). S-a căsătorit în anul 1889 la Galați cu Emilia Cătățeanu și împreună au avut 4 copii.
În anul 1887, este înaintat la gradul de locotenent, apoi în perioada 1889–1892 a fost îmbarcat pe crucișătorul „Elisabeta”, a participat la voiaje în Marea Mediterană, comandantul navei, colonelul Vasile Urseanu, notându-l: „Ca ofițer de calcul și tir a condus în mod excelent. Este capabil, instruit, inteligent și studios”. În 1891, este avansat la gradul de căpitan și transferat la Arsenalul Flotilei. În anul 1894, cu nava-școală „Mircea” a efectuat o campanie de instrucție în Marea Neagră și Marea Mediterană.
Este avansat la gradul de maior la 8 aprilie 1896, îndeplinind funcția de ofițer secund pe crucișătorul "Elisabeta" în 1897 și apoi pe cea de comandant al bricului-școală "Mircea", în 1898. Conduce începând din 1 noiembrie 1896 Școala de Aplicație a Sublocotenenților, în pavilionul ofițerilor din Țiglina (Galați).
După mutarea Școlilor Marinei de la Galați la Constanța, la 1 octombrie 1899, locotenent-comandor Bălescu este numit comandant al acestora, el depunând eforturi susținute pentru mutarea școlilor la Constanța și instalarea lor într-un imobil adecvat. A editat cursurile „Războiul maritim”, „Cursul de navigație și hidrografie”, „Morala militară”, în care a expus principii și metode de acțiune ale Marinei Militare, norme de educație morală întemeiată pe cultul datoriei și al patriei, constituind o bază de cunoștințe profesionale și etice pentru ofițerii marinari, absolvenți ai Școlii de Aplicație.
În anul 1901 i se încredințează comanda crucișătorului "Elisabeta". Timp de trei ani, în perioada 1902-1905 a funcționat la Administrația Centrală a Războiului, din noiembrie 1903 având gradul de căpitan-comandor. În anul 1905, căpitan-comandorul Constantin Bălescu este numit în funcția de comandant al Diviziei de Mare și al crucișătorului "Elisabeta", în această calitate reușind să rezolve în mod diplomatic și prin respectarea codului internațional privind extrădarea, cazul marinarilor revoluționari ruși de pe cuirasatul "Kneaz Potemkin", care a ancorat în portul Constanța, în vara acelui an.
În anul 1907 este înaintat la gradul de comandor, după care s-a aflat succesiv la comanda Arsenalului Marinei și a Diviziei de Dunăre, până în anul 1911, când a fost numit șef al Secției Marinei din cadrul Ministerului de Război. Deține această funcție atât în timpul campaniei militare din 1913, an în care va fi avansat la gradul de contraamiral, cât și în primul an de participare a României la marea conflagrație mondială. În anul 1916 a devenit 
președinte al Comitetului Executiv al Marinei.
La data de 1 iunie 1918, contraamiralul Bălescu a fost numit în funcția de comandant al Marinei Militare Române. Deține această înaltă funcție până la 3 noiembrie 1920, când părăsește cadrele active ale marinei cu gradul de viceamiral.
Constantin Bălescu a încetat din viață în anul 1929. Cu prilejul înmormântării sale, comandorul Ioan Bălănescu, viitor comandant al Marinei și viceamiral, a rostit o alocuțiune în care a elogiat personalitatea viceamiralului Bălescu: 
„El a pus jaloanele marinei moderne, el a cules din cărți principiile și metodele tehnice, care aveau să formeze temelia de cunoștințe profesionale ale unei pleiade de ofițeri, care astăzi ocupă locuri de frunte în conducerea Marinei de război și Marinei Comerciale. Marele său merit este că a căutat prin toate mijloacele ca pregătirea tehnică a ofițerilor să fie însoțită de o solidă instrucție, educație morală, întemeiată pe cultul datoriei și al patriei.” 

## In memoriam
În prezent, numele său este purtat de către Puitorul de Mine 274 "Viceamiral Constantin Bălescu"⁠(en)[traduceți], de Școala de Aplicație a Forțelor Navale "Viceamiral Constantin Bălescu" din Constanța și de o stradă din București.